# Bustul dr. Emanoil Teodorescu
Bustul dr. Emanoil Teodorescu este opera în bronz a sculptorului român Vasile Ionescu-Varo (1887 - 1966).
Pe soclul din piatră este fixată o placă de marmură cu următoarea inscripție:
| PROF. DR. EMANOIL C, TEODORESCU 1866-1949 |

Emanoil C. Teodorescu (10 mai 1866 - 26 aprilie 1949) a fost un botanist român, membru titular din anul 1945 al Academiei Române. A fost întemeietorul învățământului românesc de fiziologia plantelor și un specialist de notorietate mondială în algologie (studiul algelor).
Lucrarea este înscrisă în Lista monumentelor istorice 2010 - Municipiul București - la nr. crt. 2291, cod LMI B-III-m-B-19976.
Monumentul este amplasat în fața corpului de clădire al Facultății de Biologie din cadrul Grădinii Botanice situate în Șoseaua Cotroceni nr. 32, sector 6.